# Europameisterschaften im Modernen Fünfkampf 2022
Die Europameisterschaften im Modernen Fünfkampf 2022 fanden vom 13. bis 19. September 2022 in Székesfehérvár in Ungarn statt.
Erfolgreichste Nation war Großbritannien, dessen Sportler drei von sieben Titeln sowie eine Silbermedaille gewannen. Mit je zwei Gold- und Silbermedaillen sowie einer Bronzemedaille folgte Gastgeber Ungarn auf Rang zwei, dahinter beendeten mit je einer Goldmedaille Tschechien und Litauen die Wettkämpfe. Tschechien sicherte sich darüber hinaus zwei Bronzemedaillen, während Litauen ein Mal den dritten Rang erreichte.

## Herren

### Einzel
| Platz | Land    | Sportler          |
| ----- | ------- | ----------------- |
| 1     | Ungarn  | Richárd Bereczki  |
| 2     | Ungarn  | Balázs Szép       |
| 3     | Ukraine | Maksym Aharuschew |

### Mannschaft
| Platz | Land       | Sportler                                          |
| ----- | ---------- | ------------------------------------------------- |
| 1     | Ungarn     | Balázs Szép Bence Demeter Richárd Bereczki        |
| 2     | Frankreich | Pierre Dejardin Valentin Belaud Christopher Patte |
| 3     | Tschechien | Ondřej Svěchota Martin Vlach Ondřej Polívka       |

### Staffel
| Platz | Land       | Sportler                                |
| ----- | ---------- | --------------------------------------- |
| 1     | Tschechien | Jan Kuf Martin Vlach                    |
| 2     | Polen      | Kamil Kasperczak Łukasz Gutkowski       |
| 3     | Frankreich | Jean-Baptiste Mourcia Alexandre Henrard |

## Damen

### Einzel
| Platz | Land           | Sportlerin      |
| ----- | -------------- | --------------- |
| 1     | Großbritannien | Charlie Follett |
| 2     | Großbritannien | Joanna Muir     |
| 3     | Ungarn         | Michelle Gulyás |

### Mannschaft
| Platz | Land           | Sportlerinnen                                               |
| ----- | -------------- | ----------------------------------------------------------- |
| 1     | Großbritannien | Charlie Follett Joanna Muir Kate French                     |
| 2     | Ungarn         | Blanka Guzi Sarolta Simon Michelle Gulyás                   |
| 3     | Litauen        | Ieva Serapinaitė Elzbieta Adomaitytė Aurelija Tamašauskaitė |

### Staffel
| Platz | Land       | Sportlerinnen                        |
| ----- | ---------- | ------------------------------------ |
| 1     | Litauen    | Ieva Serapinaitė Elzbieta Adomaitytė |
| 2     | Polen      | Natalia Dominiak Oktawia Nowacka     |
| 3     | Tschechien | Veronika Novotná Karolína Křenková   |

## Mixed
| Platz | Land           | Sportler                           |
| ----- | -------------- | ---------------------------------- |
| 1     | Großbritannien | Myles Pillage Kate French          |
| 2     | Italien        | Matteo Cicinelli Alessandra Frezza |
| 3     | Frankreich     | Marie Oteiza Ugo Fleurot           |

## Medaillenspiegel
| Platz  | Land           | Gold | Silber | Bronze | Gesamt |
| ------ | -------------- | ---- | ------ | ------ | ------ |
| 01     | Großbritannien | 3    | 1      | —      | 4      |
| 02     | Ungarn         | 2    | 2      | 1      | 5      |
| 03     | Tschechien     | 1    | —      | 2      | 3      |
| 04     | Litauen        | 1    | —      | 1      | 2      |
| 05     | Polen          | —    | 2      | —      | 2      |
| 06     | Frankreich     | —    | 1      | 2      | 3      |
| 07     | Italien        | —    | 1      | —      | 1      |
| 08     | Ukraine        | —    | —      | 1      | 1      |
| Gesamt | Gesamt         | 7    | 7      | 7      | 21     |